# Liste de journaux en Espagne
La presse écrite espagnole peut être nationale, comme El País, ou régionale.

## Liste des journaux en Espagne
| Nom du journal                    | Lieu                       | Tirage  | Site web             |
| --------------------------------- | -------------------------- | ------- | -------------------- |
| ABC                               | Madrid                     | 306 500 | abc.es               |
| Actualidad Economica              |                            |         |                      |
| Actualidad Financiera             |                            |         |                      |
| As                                | Madrid                     |         | as.com               |
| Atlántico                         | Vigo                       |         | atlantico.net        |
| Avui                              | Barcelone                  | 35 200  | avui.com             |
| Canarias7                         | Las Palmas de Gran Canaria | 39 500  | canarias7.es         |
| Cinco días                        |                            |         |                      |
| Diario 16                         |                            |         |                      |
| Diario de Córdoba                 | Cordoue                    | 18 000  | diariocordoba.com    |
| Diari de Girona                   | Gérone                     | 10 000  | diaridegirona.es     |
| Diari de Sabadell                 | Sabadell                   | 6 500   | diarisabadell.com    |
| Diari de Tarragona                | Tarragone                  | 16 200  | diaridetarragona.com |
| Diari de Terrassa                 | Terrassa                   | 6 200   |                      |
| Diario de Avisos                  | Santa Cruz de La Palma     | 13 700  | Site web             |
| Diario de Burgos                  | Burgos                     | 15 400  | Site web             |
| Diario de Cádiz                   | Cadix                      | 33 200  | Site web             |
| Diario de Ibiza                   | Ibiza                      | 8 200   | Site web             |
| ecuelle                           | Jerez de la Frontera       | 9 700   | Site web             |
| Diario de León                    | Trobajo del Camino         | 18 200  | Site web             |
| Diario de Mallorca                | Palma de Majorque          | 25 100  | Site web             |
| Diario de Navarra                 | Pampelune                  | 66 800  | Site web             |
| Diario de Noticias                | Pampelune                  | 18 000  | Site web             |
| Diario de Sevilla                 | Séville                    | 32 600  | Site web             |
| Diario del Alto Aragón            | Huesca                     | 7 600   | Site web             |
| Diario Sur                        | Malaga                     | 42 800  | Site web             |
| Don Balón                         |                            |         |                      |
| El Adelantado de Salamanca        | Salamanque                 | 5 500   | Site web             |
| El Comercio                       | Gijón                      | 31 200  | Site web             |
| El Correo                         | Bilbao                     | 136 800 | Site web             |
| El Día                            | Santa Cruz de Tenerife     | 24 900  | Site web             |
| El Día de Córdoba                 | Cordoue                    | 6 500   | Site web             |
| El Diario Montañés                | Santander                  | 43 500  | Site web             |
| El Diario Vasco                   | Saint-Sébastien            | 98 200  | Site web             |
| El Mundo                          | Madrid                     | 332 700 | Site web             |
| El Mundo Deportivo                |                            |         |                      |
| El Norte de Castilla              | Valladolid                 | 42 100  | Site web             |
| El País                           | Madrid                     | 500 900 | Site web             |
| El Periódico de Aragón            | Saragosse                  | 16 200  | Site web             |
| El Periódico de Catalunya         | Barcelone                  | 195 500 | Site web             |
| El Periódico de Extremadura       | Cáceres                    | 8 900   | Site web             |
| El Periódico Mediterráneo         | Castellón de la Plana      | 11 900  | Site web             |
| El Progreso                       | Lugo                       | 16 900  | Site web             |
| El Punt                           | Gérone                     | 27 400  | Site web             |
| Estrella Digital                  |                            |         |                      |
| Europa Sur                        | Algésiras                  | 5 800   | Site web             |
| Faro de Vigo                      | Vigo                       | 46 200  | Site web             |
| Heraldo de Aragón                 | Saragosse                  | 60 600  | Site web             |
| Hoy                               | Badajoz                    | 28 600  | Site web             |
| HoyLunes                          | Valencia                   | 3,537   | Site web             |
| Huelva Información                | Huelva                     | 7 400   | Site web             |
| Ideal                             | Peligros                   | 38 900  | Site web             |
| Información                       | Alicante                   | 37 300  | Site web             |
| Diario Jaén                       | Jaén                       | 8 200   | Site web             |
| La Gaceta Regional de Salamanca   | Salamanque                 | 16 500  | Site web             |
| La Mañana                         | Lleida                     | 6 700   | Site web             |
| La Nueva España                   | Oviedo                     | 63 900  | Site web             |
| La Opinión A Coruña               | La Corogne                 | 8 100   | Site web             |
| La Opinión de Málaga              | Malaga                     | 14 300  | Site web             |
| La Opinión de Murcia              | Murcie                     | 14 000  | Site web             |
| La Opinión de Tenerife            | Santa Cruz de Tenerife     | 10 100  | Site web             |
| La Opinión - El Correo de Zamora  | Zamora                     | 7 800   | Site web             |
| La Provincia                      | Las Palmas de Gran Canaria | 39 900  | Site web             |
| La Razón                          | Madrid                     | 173 200 | Site web             |
| La Región                         | Ourense                    | 13 400  | Site web             |
| La Rioja                          | Logroño                    | 18 600  | Site web             |
| La Vanguardia                     | Barcelone                  | 222 900 | Site web             |
| La Verdad                         | Murcie                     | 44 100  | Site web             |
| La Voz de Almería                 | Almería                    | 10 400  | Site web             |
| La Voz de Asturias                | Oviedo                     | 13 600  | Site web             |
| La Voz de Galicia                 | Arteixo                    | 118 300 | Site web             |
| Nationale                         |                            |         |                      |
| Noticieiro Galego                 | Pontevedra                 | 18 000  | Site web             |
| Las Provincias                    | Valence                    | 50 300  | Site web             |
| Levante - El Mercantil Valenciano | Valence                    | 54 100  | Site web             |
| Marca                             | Madrid                     |         | Site web             |
| Diario de Menorca                 | Maó                        | 6 900   | Site web             |
| Odiel Información                 | Huelva                     | 5 100   | Site web             |
| Público                           | Madrid                     |         | Site web             |
| Regió7                            | Manresa                    | 9 500   | Site web             |
| Rebelión                          | International              |         | Site web             |
| Segre                             | Lleida                     | 16 000  | Site web             |
| Sport                             |                            |         |                      |
| Superdeporte                      | Valence                    |         | Site web             |
| Última Hora                       | Palma de Majorque          | 36 500  | Site web             |
| Veintemundos                      |                            |         | Site web             |

Les chiffres sont des estimations. Voir aussi : (es) Oficina de Justificación de la Difusión

## Presse dans les communautés autonomes
La plupart des communautés autonomes disposent de journaux uniquement diffusés dans la communauté, c'est le cas notamment de :
- Presse en Andalousie
- Presse des Canaries où on trouve des journaux comme El Día qui est le plus diffusé dans l'archipel.
- Presse en Cantabrie
- Presse en Catalogne

### Sources
- Cet article est partiellement ou en totalité issu de l'article intitulé « Liste des journaux espagnols » (voir la liste des auteurs).